# Kosmopoliterna

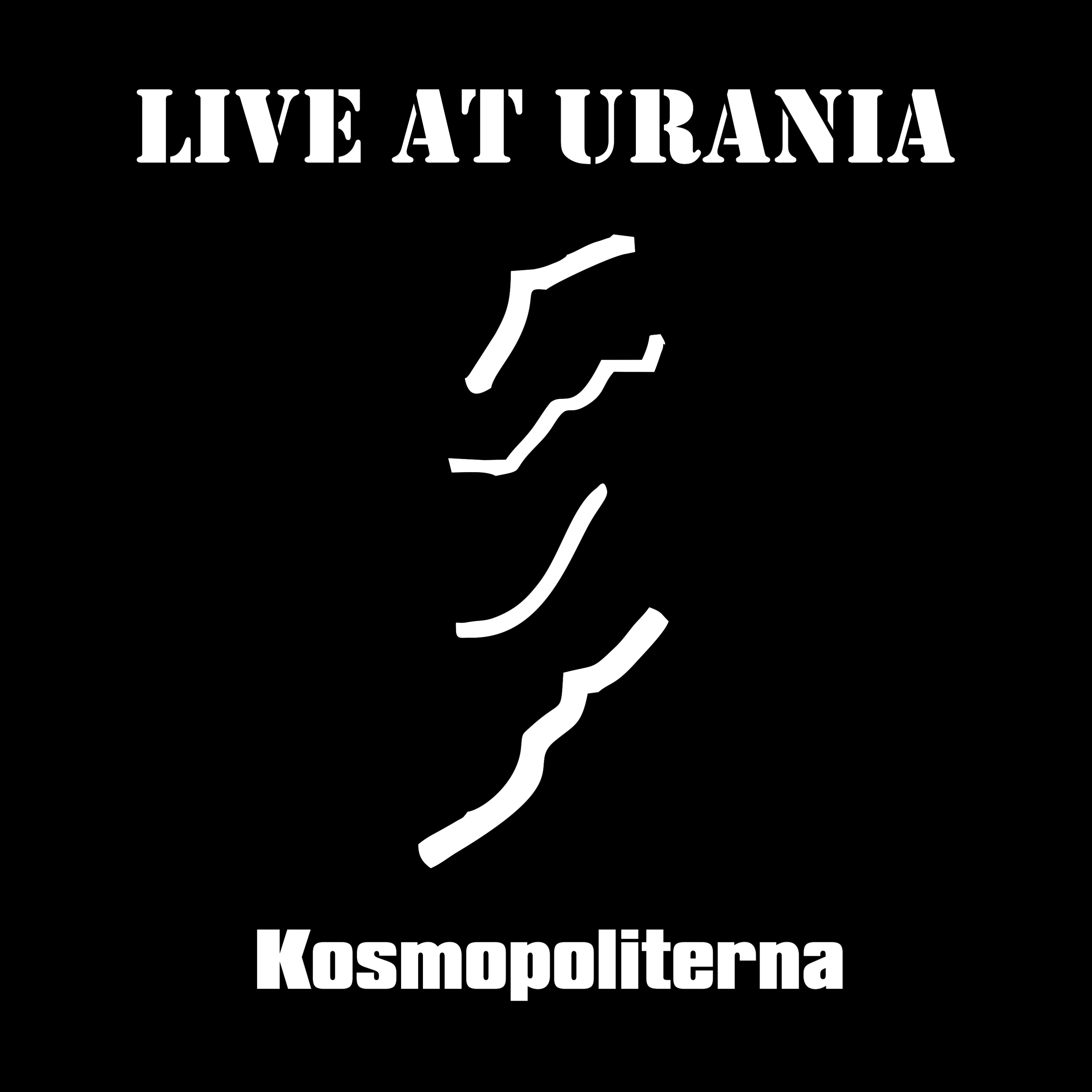
Omslag - "Live at Urania" - Kosmopoliterna - 1992

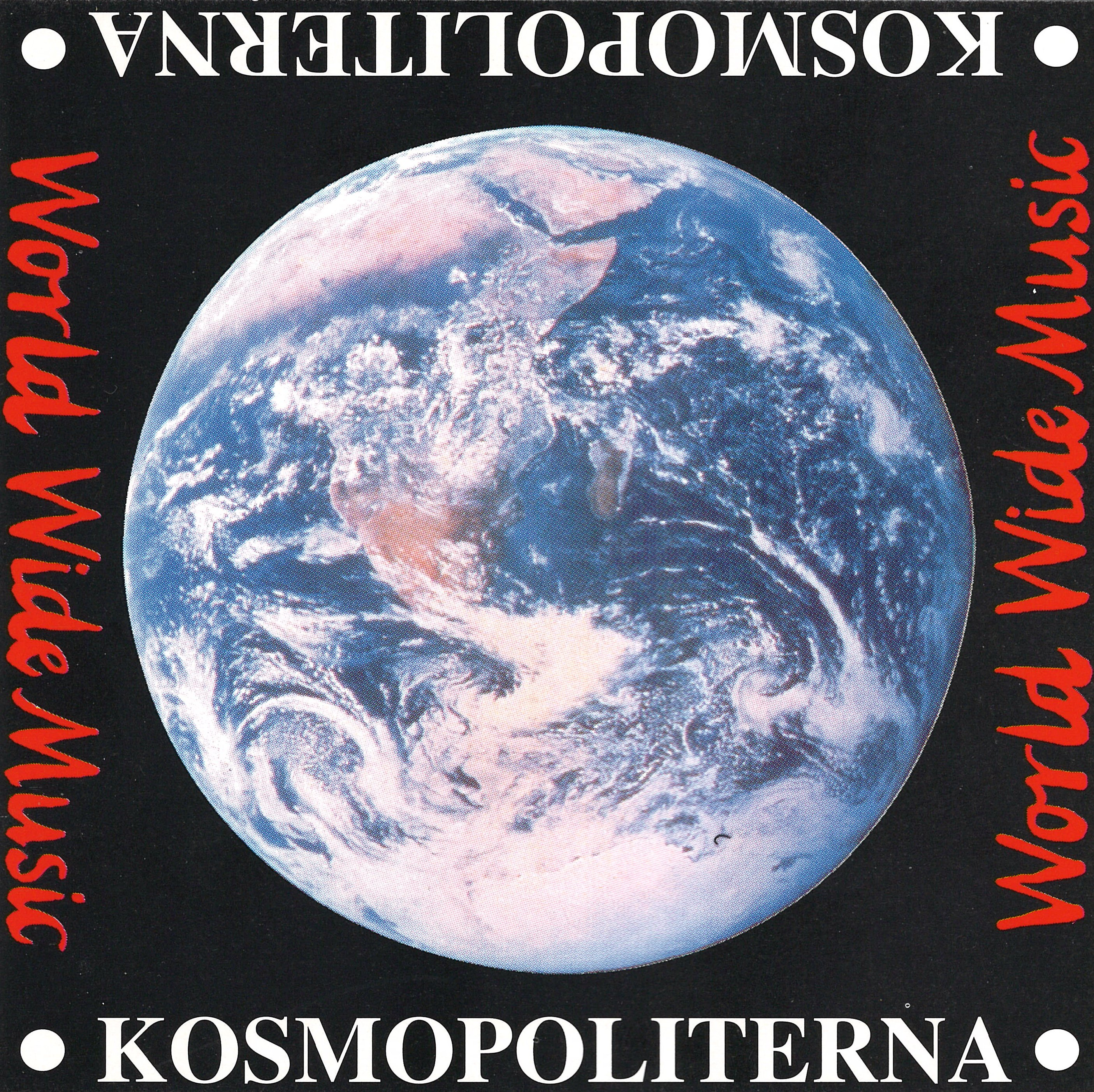
Omslag "World Wide Music" - Kosmopoliterna - 1994

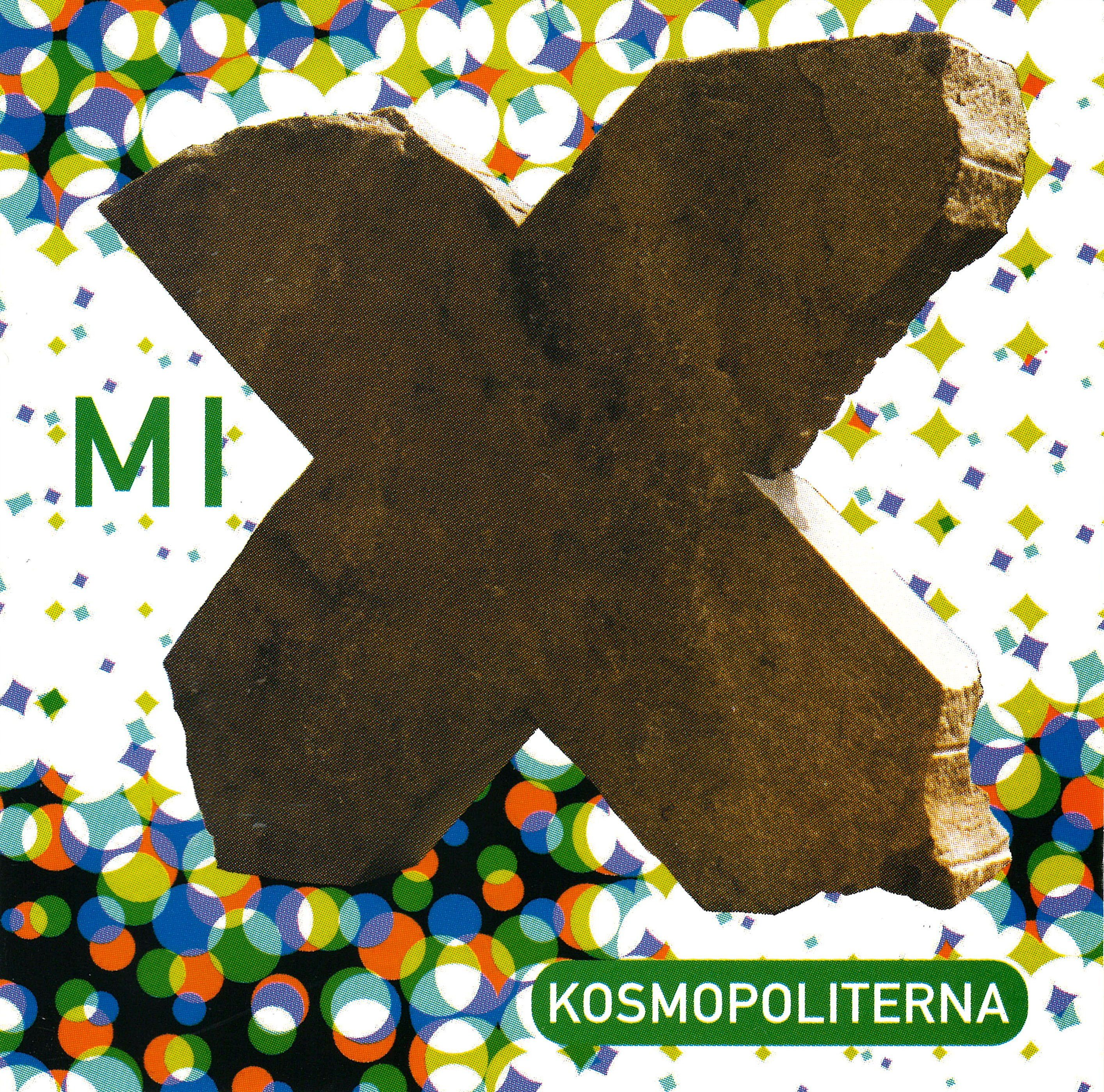
Omslag "Mix" - Kosmopoliterna - 1997

Kosmopoliterna var ett svenskt rockband baserat i Göteborg och grundat den 24 oktober 1987 av Johan Grahn, Stefan Dellenborg och Mikael Henriksson. Krister Asplund anslöt till bandet 1989. De kom att utgöra bandets kärna och höll ihop ända till 2000. Andra medlemmar har kommit och gått. Bandet gjorde 350 spelningar i Danmark, Åland, Norge och Sverige. Kosmopoliterna var ett utpräglat liveband. 
En liveEP Live at Urania (1992) spelades in med Peter Mankowski som producent. Två album släpptes: World Wide Music (1994) som producerades av Sven Jansson samt Mix (1997) som hade Dikk "tator" Börtner som producent. Totalt såldes 7000 exemplar.  Två videos producerades för “Art of living” och “Tribe”. “Art of living” visades i SVT2, TV4, MTV, Finsk rikstelevision  (YLE) och Norsk rikstelevision (NRK). Kosmopoliterna deltog också live i ZTV:s Äntligen fredag tillsammans med Bo Kaspers Orkester och Pelle Almgren.

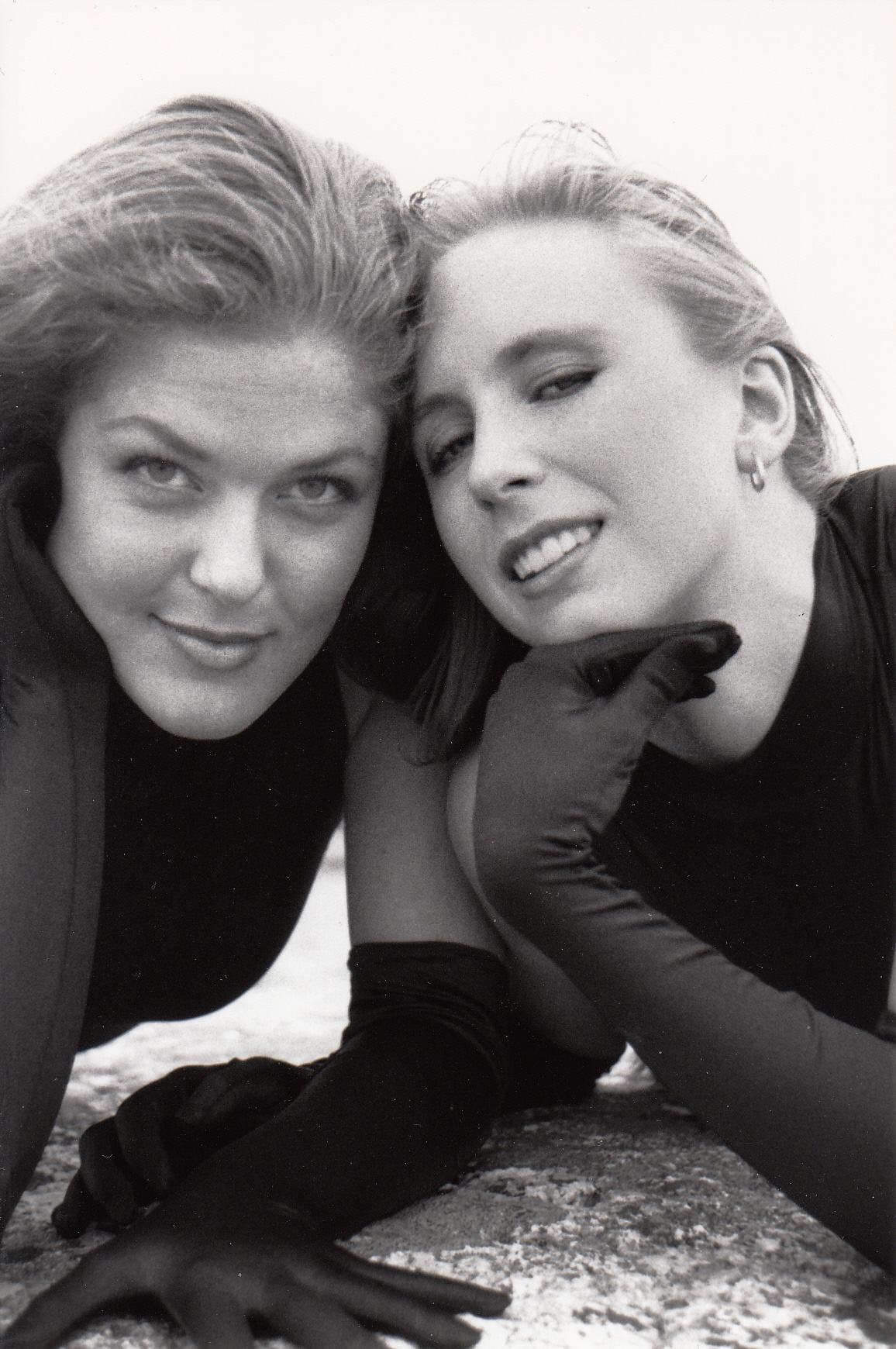
Dansgruppen "Rhythm Remedy" med Jenny Carlsson Medina och Camilla Rudbäck.

Under turnén “World Wide Music” sattes ett storband upp med en blåssektion, keyboardist och utökad kör. Senare anlitades Jenny Carlsson Medina och Camilla Rudbäck från dansgruppen Rhythm Remedy för att dansa till bandets musik i showen One World. 

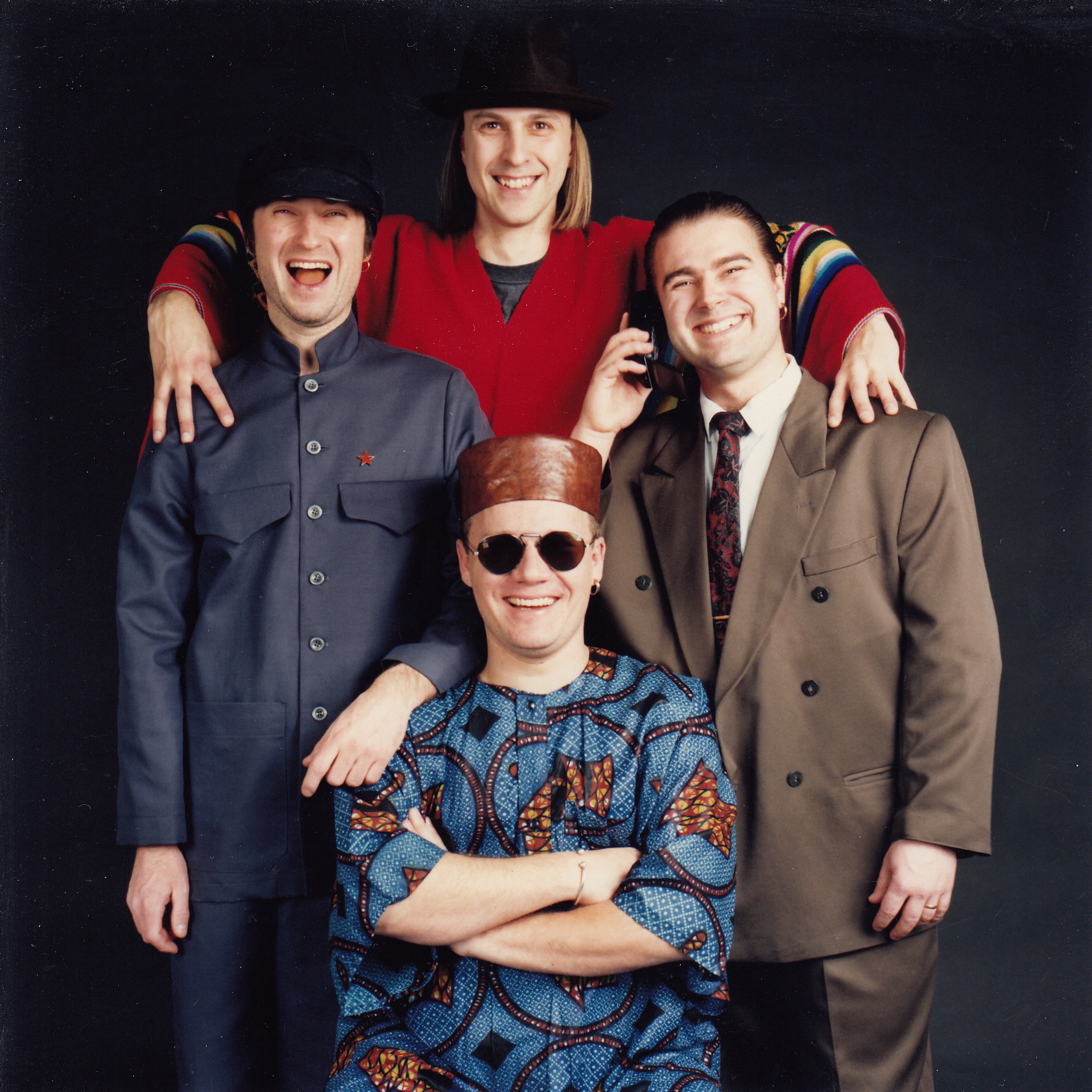
Från showen "One World" - Kosmopoliterna - 1995

Lars-Olof Helén (artistbokare på SVT nöjet) var bandets förläggare. Aros Nöjesbokning var promotor. Magne Sand på CNR Records/Arcade Records samarbetade med Kosmopoliterna. Gruppen var även ambassadör åt Amnesty International genom att samla in pengar och sprida organisationens budskap. Kosmopoliterna gjorde många solidaritetskonserter för bla FN 50 år, Fredsgalan, Fem-i-tolv-rörelsen, För livet mot våldet (John Hron), Amnestygalan och Folkfest mot rasism. 
Den 14 april 2000 gjorde Kosmopoliterna sin avskedskonsert på Valand i Göteborg. De upplöstes samma år.

## Diskografi
LiveEP
- 1992 – Live at Urania

Studioalbum
- 1994 – World Wide Music
- 1997 – Mix

## Musikvideor
- "Art Of Living"[5] – regi: Lars Maxe och John Islander
- "Tribe" – regi: Peter Isaksson